# Mike Watt
Michael David Watt (Portsmouth (Virginia), 20 december 1957) is een Amerikaans bassist, zanger en songwriter.

## Levensloop
Watt richtte met jeugdvriend D. Boon in 1980 The Minutemen op. Na het plotselinge overlijden van D. Boon als gevolg van een auto-ongeluk in 1985, speelde Watt in fIREHOSE van 1986 tot en met 1994 en een grote hoeveelheid andere bands. Later kwam hij in de belangstelling als de bassist van The Stooges. Ook droeg hij bij aan het album EVOL van Sonic Youth en het album Ciccione Youth, dat de band onder diezelfde naam als pseudoniem uitbracht. Hij speelde op dat album de cover Burning Up van Madonna, opgenomen in zijn huiskamer. In 1993 produceerde J Mascis, Machine Operator, het laatste album van fIREHOSE. Hierna bracht hij een aantal soloalbums en albums met gelegenheidsprojecten uit.
In 2010 richtte Watt de band Floored By Four op met Dougie Bowne op drums, Nels Cline van Wilco op gitaar en Yuka Honda op keyboard. Het kwartet lanceerde hun debuutalbum in september van dat jaar. Daarnaast bracht hij het soloalbum Hyphenated-man uit en nam hij een album op met Sam Dook van The Go! Team.
Watt werkt regelmatig samen met:
- Petra Haden
- Joseph Mascis
- Pete Mazich
- Thurston Moore
- Stephen Perkins
- Lee Ranaldo
- Kira Roessler
- Paul Roessler
- Jerry Trebotic

## Discografie
- The Minutemen
  - Paranoid Time, EP 1980
  - The Punch Line, LP 1981
  - Double Nickels on the Dime, dubbel-LP, 1984
- fIREHOSE
  - Ragin', Full-On, 1986
  - if'n 1987
  - fromohio 1989
  - Flyin' the Flannel, 1991
  - Machinery Operator, 1993
- Dos
  - 1986 - Dos (New Alliance)
  - 1989 - Numero Dos (12" ep) (New Alliance)
  - 1989 - Uno Con Dos (cd) (New Alliance)
  - 1996 - Justamente Tres (cd) (Kill Rock Stars)
- The Stooges
  - 2004 - Live in Detroit (dvd) (Creem/MVD)
  - 2005 - You Better Run op The Songs of Junior Kimbrough (Fat Possum)
  - 2005 - Telluric Chaos (Skydog)
  - 2007 - The Weirdness (Virgin)
  - 2010 - Floored by Floor - Floored by Floor (gelegenheidskwartet met onder andere Nels Cline)

### Soloalbums
Alle soloalbums op Columbia:
- 1995 - Ball-Hog or Tugboat?
- 1997 - Contemplating the Engine Room
- 2004 - The Secondman's Middle Stand
- 2010 - Hyphenated-man

### Overig
- D.I.Y. or Die: How to Survive as an Independent Artist, een documentaire waarin Watt geïnterviewd wordt